# グロスター岬
グロスター岬（グロスターみさき、英: Cape Gloucester）は、パプアニューギニア、ニューブリテン島西端の北側にある岬。ビスマルク海に面し、ダンピア海峡に近い。
太平洋戦争中、日本軍はニューブリテン島を占領し、岬付近に戦前からあった飛行場を使用するとともに、原住民を使って新たにもう1つ飛行場を建設した。1943年12月26日、カートホイール作戦の一環として、米第1海兵師団が岬付近に上陸した。この地を守備していた日本陸軍第17師団松田支隊は山中に籠って持久戦を行なったが、1ヶ月後ラバウルへの転進命令が出て戦闘は終結した。戦時中の日本の記録ではグロセスター岬と表記される事もあり、またこの地域一帯の呼称は近隣の村の名前からツルブと表記されることが多い。